# 5150 Fellini
Az 5150 Fellini (ideiglenes jelöléssel 7571 P-L) a Naprendszer kisbolygóövében található aszteroida. Cornelis Johannes van Houten,  Ingrid van Houten-Groeneveld,  Tom Gehrels fedezte fel 1960. október 17-én.